# Alemanha e as armas de destruição em massa
Embora a Alemanha seja um dos países tecnologicamente mais avançados do mundo, desde a Segunda Guerra Mundial, de um modo geral se absteve de utilizar esta tecnologia para equipar suas forças armadas com armas de destruição em massa, mesmo participando na partilha de armas nucleares da OTAN para arranjos e trens para o transporte de armas nucleares.
Alemanha está entre as potências que possuem a capacidade de criar armas nucleares, mas concordou em não fazê-lo (nos termos do Tratado de Não Proliferação Nuclear e reafirmado pelo Tratado Dois Mais Quatro). Junto com a maioria dos outros países industrializados, a Alemanha produz componentes que podem ser usados para a criação de agentes letais, armas químicas e outras armas de destruição em massa. Juntamente com outras companhias do Reino Unido, Países Baixos, Índia, Estados Unidos, Bélgica, Espanha e Brasil, as companhias alemãs, desde o Iraque com precursores de agentes químicos usados pelo Iraque a se envolver na guerra química durante a Guerra Irã-Iraque.

## História

### Primeira Guerra Mundial
Como um dos principais combatentes na Primeira Guerra Mundial, a Alemanha usou e desenvolveu o que poderíamos hoje descrever como armas de destruição em massa. Durante a Primeira Guerra Mundial, a Alemanha desenvolveu e utilizou armas químicas, por exemplo, o gás mostarda. Esses tipos de armas foram também posteriormente utilizados pelos Aliados.

### Segunda Guerra Mundial
Durante a Segunda Guerra Mundial, a Alemanha trabalhou para desenvolver armas nucleares, embora os cientistas Aliados, finalmente, venceram os alemães a este objetivo da equipe internacional incluiu muitos cientistas emigrados deslocadas da própria Alemanha; veja projeto de energia nuclear alemão. Cientistas alemães também fizeram uma pesquisa sobre outras armas químicas durante a guerra, incluindo a experimentação humana com gás mostarda. O primeiro gás nervoso, tabun, foi inventado pelo pesquisador alemão Gerhard Schrader em 1937.
Durante a guerra, a Alemanha estocou tabun, sarin e soman, mas absteve-se de seu uso no campo de batalha. No total, a Alemanha produziu cerca de 78.000 toneladas de armas químicas. Em 1945 o país produziu cerca de 12.000 toneladas de tabun e 450 kg de sarin. Sistemas de disparo para os agentes nervosos incluiu granadas de artilharia de 105 mm e 150 mm, uma bomba de 250 kg e um foguete de 150 mm. Mesmo quando os soviéticos se aproximavam de Berlim, Adolf Hitler foi convencido a não usar tabun como o trunfo final. O uso de tabun se opunha pelo Ministro do Armamento de Hitler, Albert Speer, que, em 1943, trouxe da IG Farben o especialista em agente nervoso Otto Ambros para informar Hitler. Ele informou Hitler que os Aliados tinham parado publicação de pesquisas em organofosforados (um tipo de composto orgânico que emcompasses agentes nervosos) no início da guerra, que a natureza essencial de gases nervosos havia sido publicada já no virar do século, e que ele acreditava que os Aliados não poderia ter deixado de produzir agentes como o tabun. Isso não era de fato o caso (investigação dos Aliadas em organofosforados tinham sido mantidas em segredo para proteger o DDT), mas Hitler aceitou a dedução de Ambros, e o arsenal de tabun da Alemanha não foi usado.

## Guerra Fria e além
Como parte das negociações de adesão da Alemanha Ocidental à União da Europa Ocidental nas Conferências de Londres e Paris, o país foi proibido (pelo Protocolo n º III do revisado Tratado de Bruxelas de 23 de outubro de 1954) de possuir armas nucleares, biológicas ou químicas. Isso foi reiterado no direito interno pela Lei de Controle de Armas de guerra (Kriegswaffenkontrollgesetz). Durante a Guerra Fria, as armas nucleares foram implantadas na Alemanha por tanto os Estados Unidos (na Alemanha Ocidental) e a União Soviética (na Alemanha Oriental). Apesar de não estar entre as potências nucleares durante a Guerra Fria, a Alemanha tinha um interesse político e militar no saldo da capacidade nuclear. Em 1977, após a implantação soviética do novo SS-20 MBMA, chanceler alemão do Ocidente Helmut Schmidt expressou preocupação sobre a capacidade das forças nucleares da OTAN em comparação com aqueles dos soviéticos. Mais tarde, durante a Guerra Fria sob a chancelaria de Helmut Kohl, o governo da Alemanha Ocidental expressou preocupação sobre o andamento da corrida armamentista nuclear. Particularmente, eles abordaram a ânsia dos aliados da OTAN na Alemanha, Estados Unidos e Reino Unido, para buscar restrições sobre as armas estratégicas de longo alcance enquanto a modernização de seu curto alcance e sistemas nucleares táticos. Alemanha queria ver estes sistemas de curto alcance eliminados, pois o seu uso principal não era a dissuasão, mas o engajamento no campo de batalha. A própria Alemanha, abrangendo a divisão dos blocos oriental e ocidental da Europa, foi um campo de batalha provável em qualquer escalada da Guerra Fria e da utilização no campo de batalha de armas nucleares seria devastadora para o território alemão.
Em 1957, a Comunidade Europeia da Energia Atómica (Euratom) foi criada para promover o uso da energia nuclear na Europa. Sob o manto do uso pacífico da energia nuclear, a Alemanha Ocidental esperava desenvolver uma base de um programa de armas nucleares com a França e a Itália. O chanceler alemão do Ocidente Konrad Adenauer disse a seu gabinete que ele "queria alcançar, através da EURATOM, tão rapidamente quanto possível, a possibilidade de produzir as nossas próprias armas nucleares". A ideia durou pouco. Em 1958, Charles De Gaulle se tornou presidente da França e da Alemanha e da Itália  e foram excluídos do projeto de armas. Euratom continuou como a Agência Europeia para o uso pacífico da tecnologia nuclear, tornando-se parte da estrutura da Comunidade Económica Europeia, em 1967.
Alemanha ratificou o Protocolo de Genebra, em 25 de abril de 1929, o Tratado de Não Proliferação Nuclear, em 2 de maio de 1975, a Convenção sobre as Armas Biológicas em 7 de abril de 1983 e da Convenção de Armas Químicas em 12 de agosto de 1994. Estas datas significam a ratificação pela República Federal da Alemanha (Alemanha Ocidental), durante a divisão da Alemanha, o NPT eo BWC foram ratificados separadamente pela República Democrática Alemã (Alemanha Oriental) (em 31 de outubro de 1969 e 28 de novembro de 1972, respectivamente).
Antes da reunificação alemã, em 1990, tanto a Ocidental e a Alemanha Oriental ratificaram o Tratado sobre a Regulamentação Definitiva referente à Alemanha. Alemanha reafirmou a sua renúncia à fabricação, posse e controle de armas nucleares, biológicas e químicas. Além de proibir a presença militar estrangeira na antiga Alemanha Oriental, o tratado também proibiu as armas nucleares ou portadores de armas nucleares a serem posicionados na área, tornando-se uma permanente Zona Livre de Armas Nucleares. O exército alemão foi autorizado a possuir sistemas de armas convencionais com capacidades não convencionais, desde que eles eram aparelhados para um papel puramente convencional.
Os Estados Unidos fornecem cerca de 60 bombas nucleares táticas B61 para uso pela Alemanha sob um acordo de partilha de armas nucleares da OTAN. As bombas são armazenadas em Büchel e a Base Aérea de Ramstein, e em tempos de guerra seriam disparadas por aviões da Deutsche Luftwaffe Panavia Tornado. Para além de ser uma violação dos protocolos do (revisto) Tratado de Bruxelas, muitos países acreditam que este viola os artigos I e II do Tratado de Não Proliferação Nuclear (NPT), onde a Alemanha se comprometeu:
"... não receber a transferência de qualquer cedente que seja de armas nucleares ou outros engenhos explosivos nucleares, ou de controle sobre tais armas ou artefatos explosivos direta ou indiretamente ... ou de outra forma adquirir armas nucleares ou outros dispositivos nucleares explosivos ..."
Os Estados Unidos insistem que suas forças controlam as armas e que nenhuma transferência das bombas ou de controle sobre elas se destina "a menos que e até que uma decisão fora feitos para ir à guerra, na qual o tratado [NPT] não seria mais o controle", assim não existe violação do NPT. No entanto, os pilotos alemães e outra prática de pessoal que manuseia e entrega as bombas nucleares dos Estados Unidos. Mesmo que o argumento da OTAN é considerada legalmente correta, tais operações de paz sem dúvida poderiam violar tanto o objetivo e o espírito do NPT.
À semelhança de outros países da sua dimensão e da riqueza, a Alemanha tem as habilidades e recursos para criar suas próprias armas nucleares muito rapidamente, se desejar. O tipo da centrífuga Zippe foi, na verdade, inventada pelos alemães capturada para trabalho na União Soviética na década de 1950, a URENCO opera uma usina de enriquecimento de urânio na Alemanha. Existem também vários reatores de energia na Alemanha, que poderiam ser usadas para produzir plutônio para bombas, se desejar. Tal desenvolvimento é, sem dúvida, altamente improvável no atual ambiente de segurança benigna. Em 2007, o ex-Secretário de Defesa Rupert Scholz afirma que a Alemanha deve se esforçar para se tornar uma potência nuclear. Em setembro de 2007 o presidente francês Sarkozy ofereceu a Alemanha para participar do controle sobre o arsenal nuclear francês. Chanceler Merkel e o Ministro das Relações Exteriores Steinmeier recusou a oferta no entanto, afirmando que a Alemanha "não tinha interesse em possuir armas nucleares".